# Maximilian Philipp
Maximilian Philipps (sinh ngày 1 tháng 3 năm 1994) là một cầu thủ bóng đá người Đức hiện đang là tiền đạo của câu lạc bộ Werder Bremen theo dạng mượn từ câu lạc bộ Vfl Wolfsburg tại giải Bundesliga.

## Sự nghiệp thi đấu
Philip bắt đầu sự nghiệp của mình ở câu lạc bộ quê hương Hertha Berlin. Năm 2008, anh gia nhập Tennis Borussia Berlin.

### SC Freiburg
Năm 2012, anh gia nhập SC Freiburg. Ngày 5 tháng 4 năm 2014 anh có trận ra mắt trong màu áo Freiburg tại Bundesliga trong trận đầu với VfB Stuttgart khi được vào sân thay Felix Klaus từ băng ghế dự bị ở phút 90.

### Borussia Dortmund
Tháng 6 năm 2017 Philipp ký hợp đồng với Borussia Dortmund có giá trị đến năm 2022. Giá trị chuyển nhượng được thông báo là vào khoảng 20 triệu Euro cộng thêm 1 khoản phí không được tiết lộ nữa nếu Philipp thi đấu tốt.

## Thống kê sự nghiệp thi đấu

### Club
Tính đến ngày 23 tháng 9 năm 2017
| Đội bóng               | Mùa giải               | Giải đấu               | Giải đấu | Giải đấu | Cup  | Cup | Châu Âu | Châu Âu | Khác | Khác | Tổng cộng | Tổng cộng |
| Đội bóng               | Mùa giải               | Hạng                   | Trận     | Bàn      | Trận | Bàn | Trận    | Bàn     | Trận | Bàn  | Trận      | Bàn       |
| ---------------------- | ---------------------- | ---------------------- | -------- | -------- | ---- | --- | ------- | ------- | ---- | ---- | --------- | --------- |
| FC Energie Cottbus II  | 2011–12                | Regionalliga Nordost   | 1        | 0        | —    | —   | —       | —       | —    | —    | 1         | 0         |
| FC Energie Cottbus II  | 2012–13                | Regionalliga Nordost   | 2        | 0        | —    | —   | —       | —       | —    | —    | 2         | 0         |
| FC Energie Cottbus II  | Tổng cộng              | Tổng cộng              | 3        | 0        | 0    | 0   | 0       | 0       | 0    | 0    | 3         | 0         |
| SC Freiburg II         | 2012–13                | Regionalliga Südwest   | 1        | 0        | —    | —   | —       | —       | —    | —    | 1         | 0         |
| SC Freiburg II         | 2013–14                | Regionalliga Südwest   | 29       | 12       | —    | —   | —       | —       | —    | —    | 29        | 12        |
| SC Freiburg II         | 2014–15                | Regionalliga Südwest   | 1        | 0        | —    | —   | —       | —       | —    | —    | 1         | 0         |
| SC Freiburg II         | Tổng cộng              | Tổng cộng              | 31       | 12       | 0    | 0   | 0       | 0       | 0    | 0    | 31        | 12        |
| SC Freiburg            | 2013–14                | Bundesliga             | 1        | 0        | 0    | 0   | —       | —       | —    | —    | 1         | 0         |
| SC Freiburg            | 2014–15                | Bundesliga             | 24       | 1        | 3    | 0   | —       | —       | —    | —    | 25        | 1         |
| SC Freiburg            | 2015–16                | 2. Bundesliga          | 31       | 8        | 2    | 0   | —       | —       | —    | —    | 33        | 8         |
| SC Freiburg            | 2016–17                | Bundesliga             | 25       | 9        | 2    | 0   | —       | —       | —    | —    | 27        | 9         |
| SC Freiburg            | Tổng cộng              | Tổng cộng              | 81       | 18       | 7    | 0   | 0       | 0       | 0    | 0    | 88        | 18        |
| Borussia Dortmund      | 2017–18                | Bundesliga             | 6        | 4        | 2    | 0   | 0       | 0       | 0    | 0    | 7         | 4         |
| Tổng sự nghiệp thi đấu | Tổng sự nghiệp thi đấu | Tổng sự nghiệp thi đấu | 121      | 34       | 8    | 0   | 0       | 0       | 0    | 0    | 129       | 34        |

- 1.^ Includes UEFA Champions League và UEFA Europa League
- 2.^ Includes Relegation playoff and DFL-Supercup.

## Danh dự
SC Freiburg
- 2. Bundesliga: 2015–16

### Quốc tế
- UEFA European Under-21 Championship: 2017[3]